# 1990-es labdarúgó-világbajnokság-selejtező (UEFA – 5. csoport)
Az 1990-es labdarúgó-világbajnokság európai 5. selejtezőcsoportjának mérkőzéseit, és a csoport végeredményét tartalmazó lapja. A csoportban körmérkőzéses, oda-visszavágós rendszerben játszottak egymással a labdarúgó-válogatottak. A selejtezőket 1988. szeptember 14. és 1989. november 18. között rendezték. Az első két helyezett automatikus résztvevője lett az 1990-es labdarúgó-világbajnokságnak.
A csoportban Ciprus, Franciaország, Jugoszlávia, Norvégia és Skócia szerepelt.
Jugoszlávia végzett az első helyen és kijutott az 1990-es világbajnokságra, a második helyet pedig Skócia szerezte meg és szintén kijutott a világbajnokságra.

## Tabella
| Hely. | Csapat        | M | Gy | D | V | G+ | G– | Gk  | P  | Továbbjutás                          |     | Jugoszlávia | Skócia | Franciaország | Norvégia | Ciprusi Köztársaság |
| ----- | ------------- | - | -- | - | - | -- | -- | --- | -- | ------------------------------------ | --- | ----------- | ------ | ------------- | -------- | ------------------- |
| 1.    | Jugoszlávia   | 8 | 6  | 2 | 0 | 16 | 6  | +10 | 14 | Kijutott az 1990-es világbajnokságra |     | —           | 3–1    | 3–2           | 1–0      | 4–0                 |
| 2.    | Skócia        | 8 | 4  | 2 | 2 | 12 | 2  | +10 | 10 | Kijutott az 1990-es világbajnokságra |     | 1–1         | —      | 2–0           | 1–1      | 2–1                 |
| 3.    | Franciaország | 8 | 3  | 3 | 2 | 10 | 7  | +3  | 9  |                                      |     | 0–0         | 3–0    | —             | 1–0      | 2–0                 |
| 4.    | Norvégia      | 8 | 2  | 2 | 4 | 10 | 9  | +1  | 6  |                                      | 1–2 | 1–2         | 1–1    | —             | 3–1      |                     |
| 5.    | Ciprus        | 8 | 0  | 1 | 7 | 6  | 20 | −14 | 1  |                                      | 1–2 | 2–3         | 1–1    | 0–3           | —        |                     |

## Mérkőzések
| 1988. szeptember 14. |

| Norvégia     | 1 – 2       | Skócia                  |
| ------------ | ----------- | ----------------------- |
| Fjørtoft 44' | Jegyzőkönyv | McStay 14' Johnston 62' |

| Ullevaal Stadion, Oslo Nézőszám: 22,769 Játékvezető: Luigi Agnolin (olasz) |

| 1988. szeptember 28. |

| Franciaország        | 1 – 0       | Norvégia |
| -------------------- | ----------- | -------- |
| Papin 84' (11-esből) | Jegyzőkönyv |          |

| Parc des Princes, Párizs Nézőszám: 22,000 Játékvezető: Günther Habermann (keletnémet) |

| 1988. október 19. |

| Skócia       | 1 – 1       | Jugoszlávia |
| ------------ | ----------- | ----------- |
| Johnston 19' | Jegyzőkönyv | Katanec 37' |

| Hampden Park, Glasgow Nézőszám: 42,771 Játékvezető: Karl-Heinz Tritschler (nyugatnémet) |

| 1988. október 22. |

| Ciprus                | 1 – 1       | Franciaország |
| --------------------- | ----------- | ------------- |
| Pítasz 78' (11-esből) | Jegyzőkönyv | Xuereb 44'    |

| Makario stadion, Nicosia Nézőszám: 2,700 Játékvezető: Emilio Soriano Aladrén (spanyol) |

| 1988. november 2. |

| Ciprus | 0 – 3       | Norvégia                   |
| ------ | ----------- | -------------------------- |
|        | Jegyzőkönyv | Sørloth 57' 78' Osvold 90' |

| Tsirion stadion, Limassol Nézőszám: 7,767 Játékvezető: Edgar Azzopardi (máltai) |

| 1988. november 19. |

| Jugoszlávia                        | 3 – 2       | Franciaország       |
| ---------------------------------- | ----------- | ------------------- |
| Spasić 11' Sušić 76' Stojković 82' | Jegyzőkönyv | Perez 3' Sauzée 68' |

| JNA stadion, Belgrád Nézőszám: 7,489 Játékvezető: Erik Fredriksson (svéd) |

| 1988. december 11. |

| Jugoszlávia                                     | 4 – 0       | Ciprus |
| ----------------------------------------------- | ----------- | ------ |
| Savićević 13' 33' 82' Hadžibegić 44' (11-esből) | Jegyzőkönyv |        |

| Crvena Zvezda Stadion, Belgrád Nézőszám: 15,246 Játékvezető: Todor Kolev (bolgár) |

| 1989. február 8. |

| Ciprus                     | 2 – 3       | Skócia                    |
| -------------------------- | ----------- | ------------------------- |
| Kolliandrisz 13' Jánnu 47' | Jegyzőkönyv | Johnston 9' Gough 54' 90' |

| Tsirion stadion, Limassol Nézőszám: 25,000 Játékvezető: Siegfried Kirschen (keletnémet) |

| 1989. március 8. |

| Skócia           | 2 – 0       | Franciaország |
| ---------------- | ----------- | ------------- |
| Johnston 28' 52' | Jegyzőkönyv |               |

| Hampden Park, Glasgow Nézőszám: 65,204 Játékvezető: Jiri Stiegler (csehszlovák) |

| 1989. április 26. |

| Skócia                   | 2 – 1       | Ciprus      |
| ------------------------ | ----------- | ----------- |
| Johnston 26' McCoist 63' | Jegyzőkönyv | Nikoláu 62' |

| Hampden Park, Glasgow Nézőszám: 50,081 Játékvezető: Guðmundur Haraldsson (izlandi) |

| 1989. április 29. |

| Franciaország | 0 – 0       | Jugoszlávia |
| ------------- | ----------- | ----------- |
|               | Jegyzőkönyv |             |

| Parc des Princes, Párizs Nézőszám: 34,287 Játékvezető: Tullio Lanese (olasz) |

| 1989. május 21. |

| Norvégia                            | 3 – 1       | Ciprus           |
| ----------------------------------- | ----------- | ---------------- |
| Osvold 16' Sørloth 34' Bratseth 35' | Jegyzőkönyv | Kolliandrisz 44' |

| Ullevaal Stadion, Oslo Nézőszám: 10,271 Játékvezető: Peter Mikkelsen (dán) |

| 1989. június 14. |

| Norvégia     | 1 – 2       | Jugoszlávia               |
| ------------ | ----------- | ------------------------- |
| Fjørtoft 89' | Jegyzőkönyv | Stojković 21' Vujović 86' |

| Ullevaal Stadion, Oslo Nézőszám: 22,740 Játékvezető: Vadzim Zsuk (szovjet) |

| 1989. szeptember 5. |

| Norvégia     | 1 – 1       | Franciaország        |
| ------------ | ----------- | -------------------- |
| Bratseth 84' | Jegyzőkönyv | Papin 40' (11-esből) |

| Ullevaal Stadion, Oslo Nézőszám: 8,564 Játékvezető: Todor Kolev (bolgár) |

| 1989. szeptember 6. |

| Jugoszlávia                               | 3 – 1       | Skócia    |
| ----------------------------------------- | ----------- | --------- |
| Katanec 52' Nicol 58' (öngól) Vujović 59' | Jegyzőkönyv | Durie 37' |

| Maksimir Stadion, Zágráb Nézőszám: 42,500 Játékvezető: Marcel van Langenhove (belga) |

| 1989. október 11. |

| Jugoszlávia               | 1 – 0       | Norvégia |
| ------------------------- | ----------- | -------- |
| Hadžibegić 44' (11-esből) | Jegyzőkönyv |          |

| Olimpiai Stadion, Szarajevó Nézőszám: 32,000 Játékvezető: Yusuf Namoğlu (török) |

| 1989. október 11. |

| Franciaország                        | 3 – 0       | Skócia |
| ------------------------------------ | ----------- | ------ |
| Deschamps 26' Cantona 63' Durand 89' | Jegyzőkönyv |        |

| Parc des Princes, Párizs Nézőszám: 25,000 Játékvezető: Kurt Röthlisberger (svájci) |

| 1989. október 28. |

| Ciprus                | 1 – 2       | Jugoszlávia               |
| --------------------- | ----------- | ------------------------- |
| Pítasz 38' (11-esből) | Jegyzőkönyv | Stanojković 5' Pančev 49' |

| Olimpiai Stadion, Athén1 Nézőszám: 1,046 Játékvezető: Ioan Igna (román) |

| 1989. november 15. |

| Skócia      | 1 – 1       | Norvégia    |
| ----------- | ----------- | ----------- |
| McCoist 44' | Jegyzőkönyv | Johnsen 89' |

| Hampden Park, Glasgow Nézőszám: 63,987 Játékvezető: Michał Listkiewicz (lengyel) |

| 1989. november 18. |

| Franciaország           | 2 – 0       | Ciprus |
| ----------------------- | ----------- | ------ |
| Deschamps 25' Blanc 75' | Jegyzőkönyv |        |

| Municipal stadion, Toulouse Nézőszám: 34,687 Játékvezető: Valerij Butyenko (szovjet) |

- Note 1: A mérkőzést semleges helyszínen – Görögországban játszották, a Ciprus–Skócia selejtezőn történt rendbontás miatt.

## Góllövőlista
| 6 gólos - Mo Johnston 3 gólos - Gøran Sørloth - Dejan Savićević 2 gólos - Hrisztosz Kolliandrisz - Pámbosz Pítasz - Didier Deschamps - Jean-Pierre Papin - Rune Bratseth - Jan Åge Fjørtoft - Kjetil Osvold - Ally McCoist - Richard Gough - Faruk Hadžibegić - Srečko Katanec - Dragan Stojković - Zlatko Vujović | 1 gólos - Jánisz Jánnu - Flórosz Nikoláu - Laurent Blanc - Éric Cantona - Jean-Philippe Durand - Christian Perez - Franck Sauzée - Daniel Xuereb - Erland Johnsen - Gordon Durie - Paul McStay - Darko Pančev - Predrag Spasić - Vujadin Stanojković - Safet Sušić |